# 五羰基溴化铼
五羰基溴化铼（分子式Re(CO)5Br）是一種錸的無機化合物。

## 製備
五羰基溴化铼可輕易及便宜地由十羰基二铼與溴的氧化反應合成出來：
{\displaystyle \mathrm {Re_{2}(CO)_{10}+Br_{2}\longrightarrow 2ReBr(CO)_{5}} }
但它最初是由三溴化錸的羰基化而製成，並生成副產品溴化亞銅：
{\displaystyle \mathrm {ReBr_{3}+2Cu+5CO\longrightarrow BrRe(CO)_{5}+2CuBr} }

## 反應
五羰基溴化铼是合成其他錸化合物的重要物質，例如，它可與鋅及乙酸反應並製成五羰基氢铼 
{\displaystyle \mathrm {Re(CO)_{5}Br+Zn+HO_{2}CCH_{3}\longrightarrow } }
{\displaystyle \mathrm {ReH(CO)_{5}+ZnBrO_{2}CCH_{3}} }